# 塔斯基吉国家森林
塔斯基吉国家森林（英語：Tuskegee National Forest）是一座美国国家森林，位于亚拉巴马州梅肯县、塔斯基吉北方、歐本西侧。森林地势大致平坦，但偶尔也会有较宽的溪谷、冲积平原。塔斯基吉国家森林是美国最小的一座国家森林（也是完全位于一个县境内的六座国家森林之一），但森林内的活动却多种多样。
和亚拉巴马州的其他三座森林一样，森林的行政中心位于蒙哥马利。此外，塔斯基吉亦设有本地的巡逻站办公室。

## 室外活动
塔斯基吉国家森林内有四条主要的徒步路线，其中三条也同样是山地自行车路线。此外，森林还有骑马路径、鱼塘、乌奇猎场（Uchee Shooting Range）、欣尼亚野生动物观光区（Tsinia Wildlife Viewing Area）、野营区、塔斯卡娱乐休闲区（Taska Recreation Area）。